# Crise suicida
Uma crise suicida é uma situação em que uma pessoa está a tentar matar-se ou está seriamente a pensar ou a planear fazê-lo. É considerado pelas autoridades de segurança pública, práticas médicas e serviços de emergência como uma emergência médica, exigindo intervenção suicida imediata e tratamento médico de emergência. Apresentações suicidas ocorrem quando um indivíduo enfrenta um problema emocional, físico ou social que sente que não consegue superar e considera o suicídio uma solução. Os profissionais de saúde geralmente tentam reformular as crises suicidas, salientando que o suicídio não é uma solução e ajudam o indivíduo a identificar e resolver ou tolerar os problemas.

## Natureza
A maioria dos casos de suicídio potencial apresenta sinais de alerta. Tentar matar-se, falar ou planear suicídio, escrever uma nota de suicídio, falar ou pensar frequentemente sobre a morte, exibir um desejo de morte expressando-o verbalmente ou assumindo riscos potencialmente mortais, ou tomar medidas para tentar o suicídio (por exemplo, obter uma corda e amarrá-la a um ponto de amarração para tentar um enforcamento ou estocar comprimidos para uma tentativa de overdose) são todos indicadores de uma crise suicida. Pistas mais subtis incluem preparar-se para a morte sem motivo aparente (como colocar as coisas em ordem, alterar um testamento, etc.), escrever cartas de despedida e visitar ou ligar para familiares ou amigos para se despedir. A pessoa também pode começar a doar objetos que antes eram valiosos (porque "não precisa mais deles"). Em outros casos, a pessoa que parecia deprimida e suicida pode tornar normal-se ou cheia de energia e calma novamente; estas pessoas, em especial, precisam de ser observadas porque o retorno à normalidade pode ocorrer porque elas aceitaram o próximo ato (por exemplo, um plano para tentar suicídio e "escapar" dos seus problemas).[carece de fontes?]
A depressão é um dos principais fatores causadores do suicídio, e indivíduos com depressão são considerados um grupo de alto risco para comportamento suicida. No entanto, o comportamento suicida não se restringe apenas aos pacientes diagnosticados com alguma forma de depressão. Mais de 90% de todos os suicídios estão relacionados com um transtorno de humor, como transtorno bipolar, depressão, dependência, PSPT ou outras doenças psiquiátricas, como esquizofrenia. Quanto mais profunda for a depressão, maior será o risco, frequentemente manifestado em sentimentos ou expressões de apatia, desamparo, desesperança ou inutilidade.
O suicídio é frequentemente cometido em resposta a uma causa de depressão, como o fim de um relacionamento romântico, doença ou lesão grave (como a perda de um membro ou cegueira), a morte de um ente querido, problemas financeiros ou pobreza, culpa ou medo de ser apanhado por algo que a pessoa fez, abuso de drogas, velhice, preocupações com a identidade de género, entre outros.

### Tratamentos

As linhas diretas de crise, como a 988 Suicide & Crisis Lifeline, permitem que as pessoas obtenham aconselhamento telefónico de emergência imediato.

A cetamina foi testada para depressão bipolar resistente ao tratamento, transtorno depressivo maior e pessoas em crise suicida em salas de emergência, e está a ser usada dessa forma off-label. O medicamento é administrado por infusão intravenosa única em doses menores do que as usadas em anestesia, e dados preliminares indicaram que ela produz uma redução rápida (dentro de 2 horas) e relativamente sustentada (cerca de 1 a 2 semanas de duração) significativa nos sintomas em alguns pacientes. Estudos iniciais com cetamina despertaram interesse científico e clínico devido ao seu rápido início de ação, e porque parece funcionar bloqueando os recetores NMDA para glutamato, um mecanismo diferente da maioria dos antidepressivos modernos que operam em outros alvos. Alguns estudos mostraram que a medicação com lítio pode reduzir a ideação suicida dentro de 48 horas após a administração.[carece de fontes?]

### Intervenção
A intervenção é importante para impedir que alguém em crise suicida se machuque ou se mate. Qualquer sinal de suicídio deve ser levado a sério. As medidas a tomar para ajudar a acalmar a situação ou a colocar a pessoa em crise em segurança incluem:
- Fique com a pessoa para que ela não fique sozinha.
- Ligue para o 988 (se estiver nos EUA) ou para outra linha direta de apoio a suicídio, ou leve a pessoa ao hospital mais próximo.
- Entre em contacto com um familiar ou amigo sobre o que está acontecendo.

Em muitos países, os negociadores policiais serão chamados para responder a situações em que uma pessoa corre alto risco de uma crise suicida imediata. No entanto, ofertas de ajuda são frequentemente rejeitadas nestas situações, porque não foram buscadas diretamente pela pessoa em crise, que deseja manter um nível de independência. Apoiar aqueles que estão em crise a tomar decisões independentes, e adaptar a terminologia, por exemplo usando a frase “resolver (x)” pode ajudar a minimizar a resistência à ajuda oferecida.
Se um amigo ou ente querido estiver a falar sobre suicídio, mas ainda não estiver em crise, as seguintes etapas devem ser tomadas para ajudá-lo a obter ajuda profissional e se sentir apoiado:
- Ligue para um número de linha de crise de suicídio; os números nos EUA são 988 ou 800-273-8255.
- Remova objetos perigosos, como armas de fogo e facas, de casa.
- Ofereça segurança e apoio.
- Ajude a pessoa a procurar tratamento médico.